# Jasna Pepeunik
Jasna Pepeunik (Zagabria, 19 agosto 1959) è un'ex cestista jugoslava.

## Carriera
Con la Jugoslavia ha disputato tre edizioni dei Campionati europei (1980, 1981, 1985).